# Ernst I, Prinț de Hohenlohe-Langenburg
Ernst Christian Carl al IV-lea (7 mai 1794 – 12 aprilie 1860) a fost cumnatul reginei Victoria a Regatului Unit. El a fost fiul cel mare al Prințului Karl Ludwig de Hohenlohe-Langenburg și a Contesei Amalie Henriette de Solms-Baruth.